# Рорах (приток Иллера)
Рорах (нем. Rohrach) — река в Германии, протекает по земле Бавария. Речной индекс 114578. Площадь бассейна реки 23,73. Длина реки 17,19 км. Высота истока 930 м. Высота устья 622 м.
Система водного объекта: Иллер → Дунай → Чёрное море. Перепад высот 308 м.